# Социјалистичка партија (Босна и Херцеговина)
Социјалистичка партија (СП) је парламентарна политичка странка са сједиштем у Републици Српској која је основана 2. јуна 1993. године у Бањој Луци. Тренутни предсједник странке је Петар Ђокић.

## Историја
Социјалистичка партија је основана 2. јуна 1993. године у Бањој Луци као једина демократска алтернатива тадашњим националним странкама у вријеме када је на просторима Босне и Херцеговине беснио суров грађански рат. Социјалистичка партија је аутохтона партија демократске левице с највишим степеном националне и државотворне одговорности за Републику Српску и Босну и Херцеговину.
Социјалистичка партија на јасан начин даје алтернативу социјалним, економским и другим изазовима, а истовремено је странка дубоко укорењена у демократском бићу народа и грађана Републике Српске. Социјалистичка партија је по начину рада и методама политичке борбе демократска странка привржена вишестраначкој парламентарној демократији и владавини права. Социјалистичка партија је странка рада и стваралаштва, странка радништва и радно зависног становништва, те политичка организација грађана усмерених вредностима социјалне државе и цивилног друштва.
Социјалистичка партија баштини и укључује у свој политички програм све позитивне одреднице левичарске демократске политичке традиције, те свеопшта начела, вредности и идеје европске социјалдемократије чији су темељи: мир, слобода, патриотизам, правда, једнакост, солидарност и демократија као основне вриједности програма Социјалистичке партије.
Социјалистичка партија је на првим демократским изборима у Босни и Херцеговини одржаним 1996. године ушла у Народну скупштину Републике Српске и Парламентарну скупштину Босне и Херцеговине гдје су били једина опозициона партија изван националног блока. Своје парламентарно учешће су потврђивали на свим досадашњим изборима и данас су парламентарна странка на ентитетском и државном нивоу. Социјалистичка партија је својим политичким деловањем утицала да дође до демократских промјена у Републици Српској крајем 1997. године а послије тога и на нивоу БиХ.
Од 1998. до 2001. године, Социјалистичка партија је била дио владе са Странком независних социјалдемократа Милорада Додика и Српским народним савезом Републике Српске Биљане Плавшић.
Године 2000, дио чланства на челу са Небојшом Радмановићем се отцијепио и формирао Демократску социјалистичку партију. Она се 2003. ујединила са Странком независних социјалдемократа у Савез независних социјалдемократа, чији је Додик остао предсједник.
Године 2001, Социјалистичка партија је формирала владу са Српском демократском странком, Српском радикалном странком Републике Српске и Партијом демократског прогреса.
Године 2002, вођство над Социјалистичком партијом је преузео тренутни предсједник Петар Ђокић, који је наредне године одлучио да странка напусти владу. Са тим се није слагао дио чланства на челу са Крстом Јандрићем, који се због тога отцијепио и формирао Народну демократску странку. Она се 2013. године ујединила са Демократском партијом Драгана Чавића у Народни демократски покрет.
Од 2006. године, Социјалистичка партија је била дио свих влада, које је предводио Савез независних социјалдемократа. Године 2020, од ње се отцијепила Социјалистичка партија Српске Горана Селака, због неслагања са Ђокићем.

## Предсједници
| Бр. | Председник    | Председник | Рођен-Умро | Почетак функције | Крај функције |
| --- | ------------- | ---------- | ---------- | ---------------- | ------------- |
| 1.  | Драгутин Илић |            | 1947–      | 2. јун 1993.     | 1996.         |
| 2.  | Живко Радишић |            | 1937–2021  | 1996.            | 2002.         |
| 3.  | Петар Ђокић   |            | 1961–      | 2002.            | тренутно      |

## Резултати
| Избори | # гласова | % од изашлих | # посланика | Влада                        |
| ------ | --------- | ------------ | ----------- | ---------------------------- |
| 1996.  |           |              | *           | опозиција                    |
| 1997.  | 78.150    | 10,84%       | 9 / 83      | владајући                    |
| 1998.  | 79.179    | 10,7%        | 10 / 83     | владајући                    |
| 2000.  | 30.636    | 4,9%         | 4 / 83      | опозиција                    |
| 2002.  | 21.502    | 4,2%         | 3 / 83      | опозиција (до фебруара 2006) |
| 2006.  | 20.031    | 3,55%        | 3 / 83      | владајући                    |
| 2010.  | 26.824    | 4,23%        | 3 / 83      | владајући                    |
| 2014.  | 33.695    | 5,09%        | 5 / 83      | владајући                    |
| 2018.  | 56.106    | 8,19%        | 7 / 83      | владајући                    |
| 2022.  | 37.881    | 5,92%        | 5 / 83      | владајући                    |